# Giovanni Giustino Ciampini
Giovanni Giustino Ciampini (1633-1698) fue un clérigo, historiador, coleccionista, `principal redactor del Diario de los literatos que se publicó en Roma desde 1668 a 1681 y erudito nacido en Roma, Italia.

## Biografía
Ciampini nació en Roma y a los doce años quedó huérfano, y habiéndose esmerado primeramente en el estudio del derecho fue admitido de doctor en Macerata y más tarde renunció a esta ocupación para enfrascarse en la instrucción de las bellas letras.
Ciampini, más tarde, obtuvo un empleo en la cancillería apostólica, y por entregarse enteramente al aprendizaje y a la instrucción desistió a un matrimonio provechoso que le recomendó su hermano mayor.
Posteriormente, Clemente IX le designó secretario de breves y gracias y de justicia, y en 1671 Ciampini constituyó en Roma una academia de historia eclesiástica, y en 1677 estableció otra de ciencias naturales, físicas y matemáticas bajo el amparo de la reina Cristina de Suecia, siendo individuos de esta última corporación muchos cardenales y otros dignatarios eminentes que vivían en aquella época, y en varias de sus juntas se concibieron disertaciones muy ilustradas y principales.
La casa de Ciampini trocó en un museo por su copiosa biblioteca, por sus colecciones de estatuas, monedas y preciosidades de la antigüedad, y además donde se juntaban todas las noches la mayor parte de los sabios de Europa que iban a debatir y polemizar allí los puntos más interesantes de la historia y de la antigüedad, configurando aquel apiñamiento o tertulia de personas versadas una tercera academia.
En cuanto al talante de Ciampini era un hombre dotado de mucho entendimiento, con un genio vivo, fogoso y a veces arrebatado, y sostenía su opinión con obstinación, dedicándose con tanta más vehemencia, cuanto más arduo o incierto le parecía el éxito, y en sus escritos, su estilo adolece de las tachas propias del ímpetu con que escribía; entre sus obras señalar un discurso pronunciado en la academia romana de física sobre un cometa aparecido en 1682 y observaciones sobre el, sobre los nuevos telescopios, una obra llena de indagaciones con 55 láminas de los edificios de Constantino Magno, etc., y del gran número de sus escritos inéditos se hallan algunos en la Biblioteca del Vaticano.

## Obras

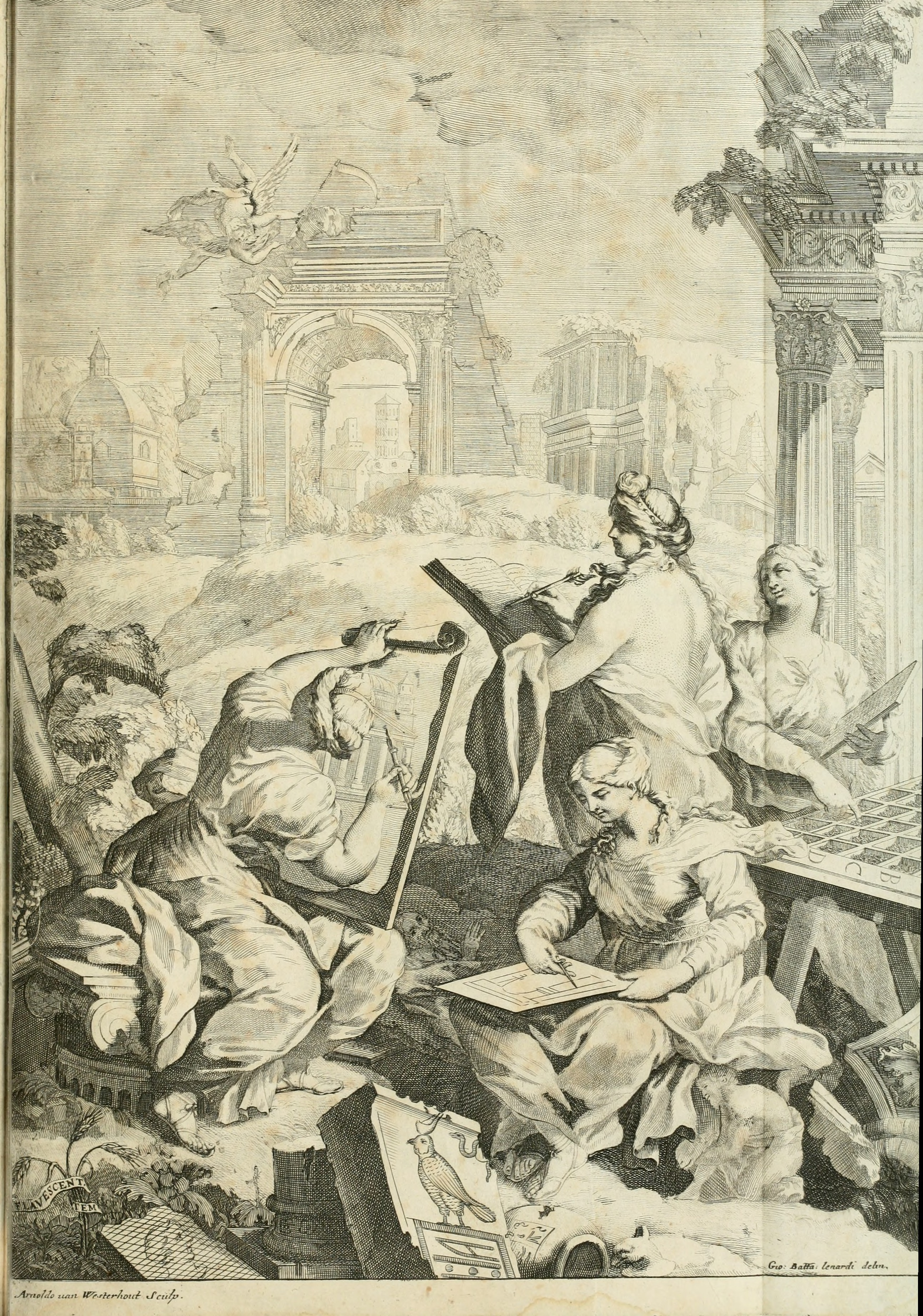
Vetera monimenta (1690).

- Ciampini, Giovanni Giustino (1682). Discorso tenuto da N.N. nell'accademia Fisicomatematica romana. Con occasione della cometa apparsa il mese d'Agosto del presente anno 1682. ed osseruazione sopra di essa fatte in Roma (en italiano). Roma: per Nicolò Angelo Tinassi.
- Ciampini, Giovanni Giustino (1686). Nuoue inuentioni di tubi ottici dimostrate nell'Accademia Fisicomatematica romana l'anno 1686 (en italiano). Roma.
- Ciampini, Giovanni Giustino (1688). Examen libri Pontificalis, sive vitarum Romanorum Pontificum, quae sub nomine Anastasii Bibliothecarii circumferuntur, cum catalogo S. Romanae Ecclesiae Bibliothecariorum iuxta chronologicum ordinem (en latín). Romae: ex typographia Ioannis Iacobi Komarek.
- Ciampini, Giovanni Giustino (1688). Parergon ad examen Libri Pontificalis, sive Epistola Pii II ad Carolum VII Regem Franciae ab Haereticis depravata et a Launoiana calumnia vindicata (en latín). Romae: ex typographia Ioannis Iacobi Komarek.
- Ciampini, Giovanni Giustino (1690). Vetera monimenta: in quibus praecipuè musiva opera sacrarum, profanarumque aedium structura, ac nonnulli antiqui ritus, dissertationibus, iconibusque illustrantur (en latín) 1. Romae: ex typographia Joannis Jacobi Komarek Bohemi, apud S. Angelum custodem.
- Ciampini, Giovanni Giustino (1691). De incombustibili lino sive Lapide amianto deque illius filandi modo (en latín). Romae: typis reu. Camerae Apostolicae.
- Ciampini, Giovanni Giustino (1693). De sacris aedificiis a Constantino Magno constructis: Synopsis historica (en latín). Romae: J.J. Komarek.
- Ciampini, Giovanni Giustino (1693). De vocis correctione in sermone VII. Sancti Leonis Magni de Nativitate Domini, etc. (en latín). Romae: J. J. Komarek.
- Ciampini, Giovanni Giustino (1694). De Cruce stationali Investigatio historica (en latín). Romae: Buagni.
- Ciampini, Giovanni Giustino (1696). Abbreviatoris de curia compendiaria notitia (en latín). Romae: ex typographia Reuerendae Camerae Apostolicae.
- Ciampini, Giovanni Giustino (1697). Explicatio duorum sarcophagorum sacrum baptismatis ritum indicantium (en latín). Romae: typis Bernabò.
- Ciampini, Giovanni Giustino (1699). Vetera monimenta: in quibus praecipuè musiva opera sacrarum, profanarumque aedium structura, ac nonnulli antiqui ritus, dissertationibus, iconibusque illustrantur (en latín) 2. Romae: ex typographia Bernabò.